# Begonia molinana
Espèce
Begonia molinana est une espèce de plantes de la famille des Begoniaceae.
L'espèce fait partie de la section Knesebeckia.
Elle a été décrite en 1984 par Kathleen Burt-Utley (1944-).

## Répartition géographique
Cette espèce est originaire du Honduras.